# The Lonely Boys
The Lonely Boys ist eine halbfiktive Beatmusik-Band. Sie ist Protagonist des Buchs De Ensamma Pojkarna des schwedischen Rock- und Sportjournalisten Mats Olsson. Für eine Bonus-CD zu den ersten 2000 Exemplaren des Buchs wurde das Album The Lonely Boys aufgenommen. Auf der CD standen die fiktiven Namen aus dem Buch, dennoch wurde bald die Identität der Musiker, die Mitglieder von Gyllene Tider sind, bekannt. Später wurden das Album und die Single Flowers on the Moon auch regulär veröffentlicht.
Die CD ist vor allem eine Hommage an den englischen Gitarren-Pop der mittleren 1960er Jahre, vor allem an die Beatles und die Rolling Stones. Der Song So Much In Love ist ein Cover-Song von Mick Jagger und Keith Richards, der aber nie von den Rolling Stones selbst aufgenommen wurde.

## Diskografie
- 1995: The Lonely Boys (Album)
- 1996: Flowers on the Moon (Single)